# 普塔恩多

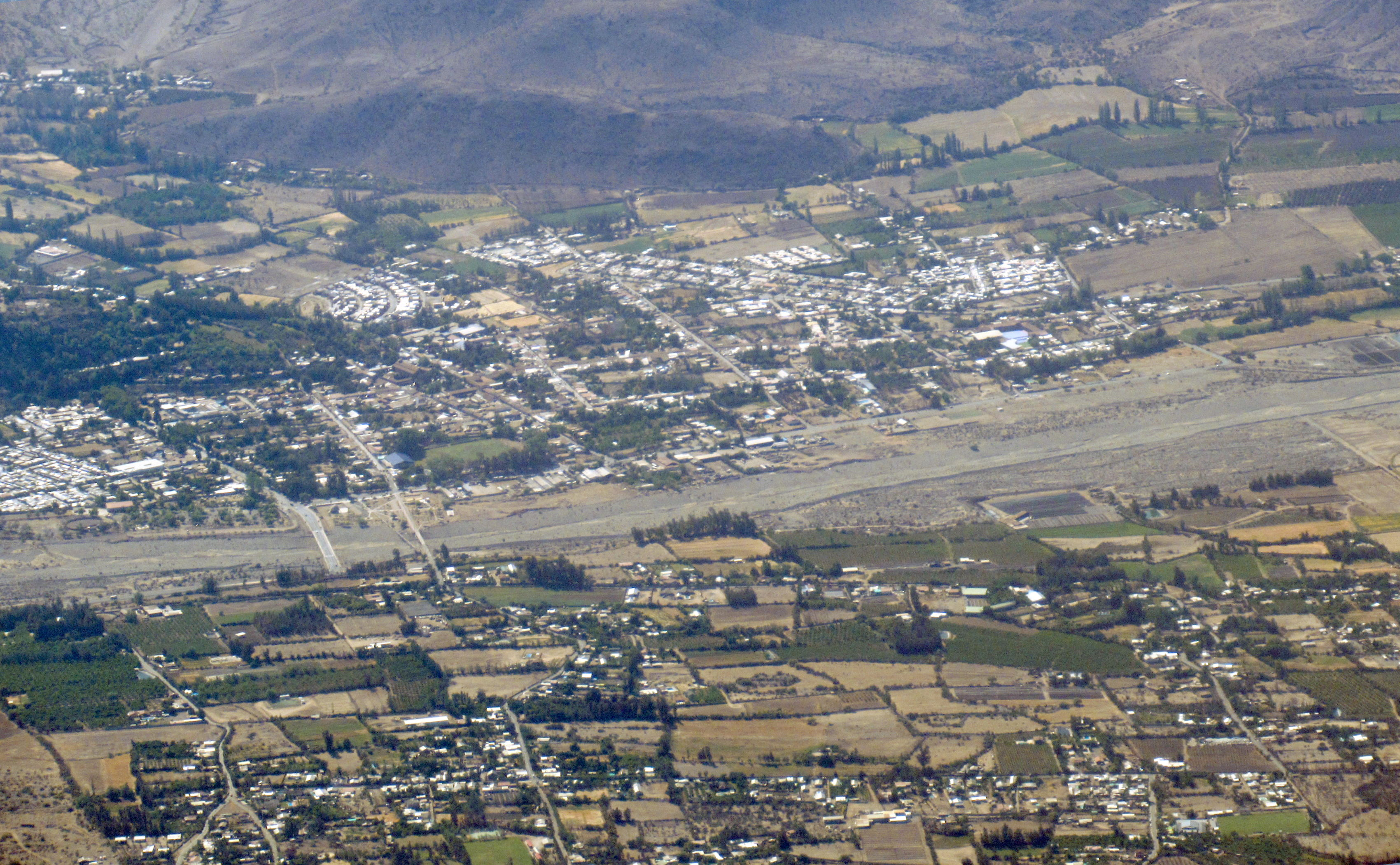
Putaendo

普塔恩多（西班牙語：Putaendo），是智利的城市，位於該國中部瓦爾帕萊索大區的聖費利佩德阿空加瓜省，面積1,474.4平方公里，海拔高度813米，2012年人口15,361人，人口密度每平方公里10人。
32°37′40″S 70°43′0″W / 32.62778°S 70.71667°W